# König von Nieznanowo

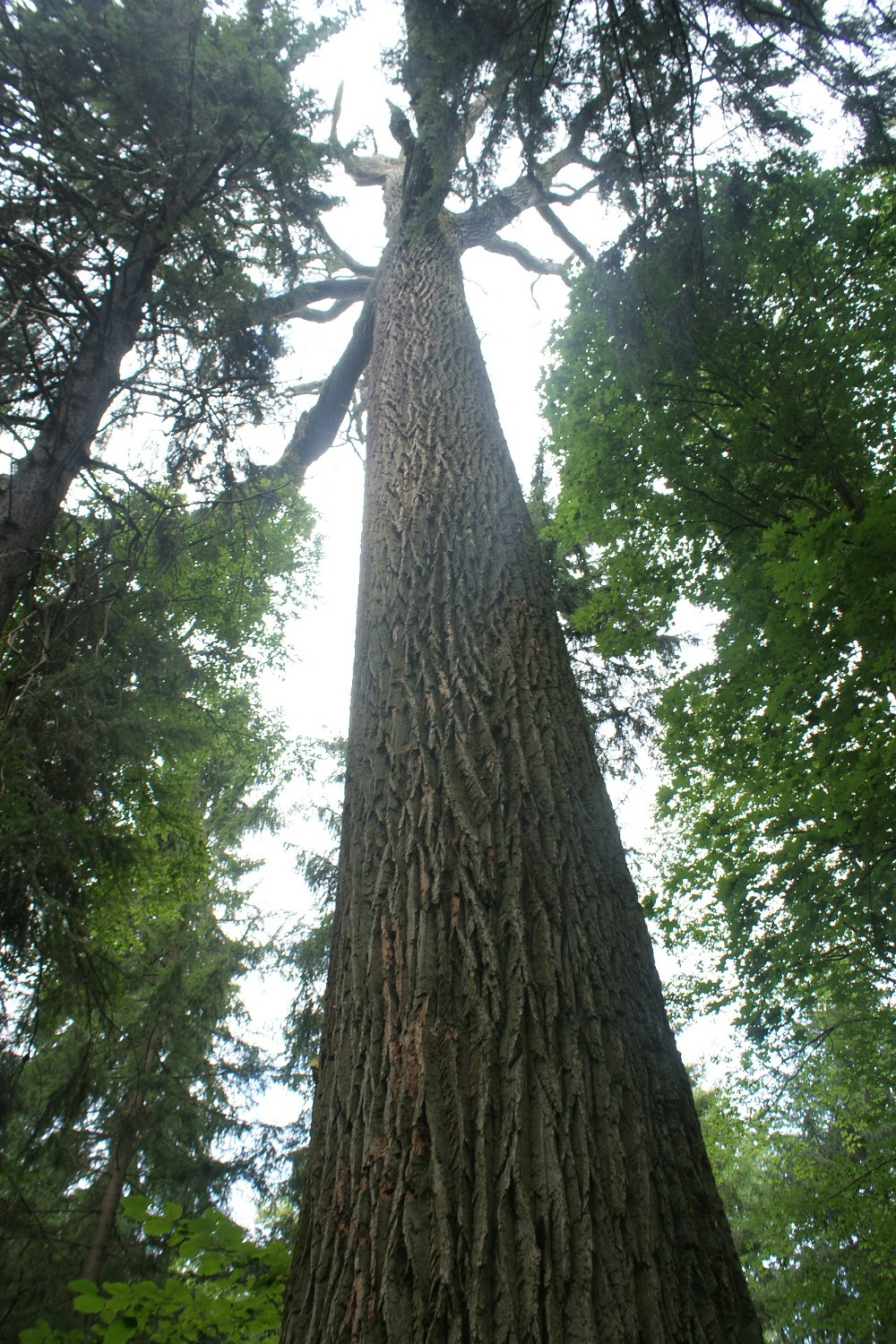
König von Nieznanowo

Der König von Nieznanowo  (polnisch: Król Nieznanowa)  ist eine Eiche, die im Forst von Nieznanowo wächst.
Der Standort dieser Eiche befindet sich im Sektor 488 des Nationalparks.
Der Stammumfang beträgt in einer Höhe von 130 cm über dem Stammansatz 620 cm. Der Baum hat eine Höhe von 38 m. Es ist eine Eiche mit einem der rankesten Stämme unter den Eichen des Białowieża-Nationalparks. Die ersten Äste zweigen in einer Höhe von 18 m ab. Der Baum hat einen säulenförmigen Stamm, der auf interessante Weise im Boden eingebettet ist. Seit 1988 beobachtet man ein allmähliches Absterben des Baumes. Heute haben nur zwei kleine Zweige noch Laub (Stand 2005). Seit Mitte der 1960er Jahre wuchs der Stammumfang um etwa 45 cm.